# Giovan Battista Crispo
Giovan Battista Crispo (1550-1598) est un philosophe, historien, érudit et poète italien du XVIe siècle.

## Biographie
Giovan Battista Crispo nait à Gallipoli, ville du royaume de Naples, et devient secrétaire du cardinal Seripando. Il eut pour amis le Tasse, Annibal Caro, Scipione Ammirato et Alde Manuce. Deux auteurs, Antonio Possevino et le P. Marin Mersenne, ont fait l’éloge de ce littérateur et de son traité De ethnicis philosophis caute legendis, imprimé à Rome, 1594, in-fol. Cet ouvrage, devenu rare, aurait moins de succès aujourd'hui qu’il n’en eut dans un temps où l’on croyait voir dans les anciens philosophes un poison dangereux dont il importait de se garantir. 
Giovan Battista Crispo meurt en 1595, dans le temps où Clément VIII pensait à l'élever à l’épiscopat.

## Œuvres
- De ethnicis philosophis caute legendis, Rome, 1594, in-fol. ;
- Due orazioni sulla guerra contra i Turchi, Rome, 1594, in-4° ;
- De medici laudibus, Oratio ad cives gallipolitanos, Rome, 1591, in-4° ;
- La vita di Sannazaro, Rome, 1583, réimprimée Naples, 1633, in-8°, ouvrage curieux, mais fort mal écrit, et cependant inséré depuis dans plusieurs bonnes éditions des œuvres de Sannazar, notamment dans la belle édition de Padoue, Comino, 1723, in-4°, avec des notes d’un auteur moderne, des corrections et additions ; répétée à Venise, 1741, 2 volumes in-12.
- Il Piano della città di Gallipoli ; dédié à Flaminio Caracciolo, le 1er janvier 1591.